# يغينير
يغينير (بالإنجليزية: Egginer)‏ هو أحد جبال سلسلة جبال الألب بينيني وجزء من القمة الأم جبل دوم يقع في كانتون فاليز، سويسرا. يبلغ ارتفاع الجبل حوالي 3367 متر، بينما يبلغ ارتفاع نتوء الجبل 378 متر.